# Teófilo Presbítero
Teófilo Presbítero fue un benedictino del siglo XII que escribió varios tratados artísticos que se consideran precedentes de la historiografía del arte.
La Schedula diversarum artium (tres libros y un preámbulo), descubierta por Lessing, es un "recetario" o enciclopedia técnica de distintas manifestaciones artísticas del arte románico, destacando las partes relativas a iconografía, eboraria (marfil) y orfebrería. A diferencia de otros similares, destaca por su calidad literaria. Presenta influencia bizantina. Se han conservado fragmentos de un Breviloquium diversarum artium.